# Rustam Durmonov
Rustam Durmonov (russe : Рустам Дўрмонов) (né le 28 janvier 1969 à Ferghana, à l'époque en URSS, aujourd'hui en Ouzbékistan) est un joueur de football international ouzbek, qui évoluait au poste d'attaquant.

## Biographie

### Carrière en club
Il termine meilleur buteur du championnat d'Ouzbékistan en 1993 en inscrivant 24 buts.

### Carrière en sélection
Avec l'équipe d'Ouzbékistan, il joue 14 matchs (pour 2 buts inscrits) entre 1992 et 2000. 
Il figure dans le groupe des sélectionnés lors de la coupe d'Asie des nations de 2000, où son équipe est éliminée au premier tour.

## Palmarès
Neftchi Ferghana
- Championnat d'Ouzbékistan (4) :
  - Champion : 1992, 1993, 1994 et 2001.
  - Meilleur buteur : 1993 (24 buts).

- Coupe d'Ouzbékistan (2) :
  - Vainqueur : 1994 et 1996.